# Manasův řád
Manasův řád (kyrgyzsky Манас ордени), druhé nejvyšší státní vyznamenání Kyrgyzské republiky, byl založen roku 1996.

## Historie a pravidla udílení
Vyznamenání bylo založeno dne 16. dubna 1996 Zákonem o založení státních vyznamenání Kyrgyzské republiky. Udílen je občanům republiky za jejich mimořádný přínos k ochraně a posilování státu a demokratické společnosti a za zvyšování ekonomického, duchovního a intelektuálního potenciálu země. Udílení řádu je postupné od nejnižší třídy. Ve výjimečných případech může prezident republiky udělit rovnou řád I. třídy. Vyznamenání je oceněným předáváno během slavnostního ceremoniálu.

## Třídy
Řád je udílen ve třech třídách:
- I. třída
- II. třída
- III. třída

## Insignie
Řádová hvězda má podobu zlaté osmicípé hvězdy o průměru 60 mm. Uprostřed je modře smaltovaný ornament skládající se ze dvou propletených čtverců. Uprostřed je zlatý reliéf hrdiny Manase, jež cválá na koni s vlající vlajkou ve větru. V případě II. a III. třídy je hvězda stříbrná.
Stuha z hedvábného moaré je modrá s bíle lemovanými okraji.